# Basisklasse
Eine Basisklasse – aus dem englischen base class entlehnt, zudem teilweise übersetzt Grundklasse oder, aus einer anderen Sichtweise heraus, auch Superklasse (aus dem englischen superclass) und zudem Oberklasse sowie übergeordnete Klasse oder auch Elternklasse (aus dem englischen parent class) – ist, in der objektorientierten Programmierung, eine Klasse, die ihre Eigenschaften (Attribute) und Methoden an abgeleitete Klassen vererbt.
Insbesondere die Bezeichnung Basisklasse soll manchmal verdeutlichen, dass sie der Ausgangspunkt (oder auch die Grundlage) für weitere von ihr abgeleitete Klassen ist und gleichzeitig keine eigenen Basisklassen hat, was dann im Umkehrschluss bedeutet, dass die Basisklasse stets die höchste definierte Klasse in ihrer Klassenhierarchie ist. Es kann aber auch mehr als eine Basisklasse geben, welche dann unabhängig voneinander ein Netz von Unterklassen ergeben. So eine systematisch angelegte Sammlung wird auch Klassenbibliothek genannt.
Eine Basisklasse kann auch als abstrakte Basisklasse deklariert sein (englisch abstract base class, kurz ABC) und in dem Fall die direkte Instanziierung von abstrakten Klassen verbieten. Sie dient dann lediglich der Zusammenfassung, der Abstraktion von Attributen und Methoden der von ihr abgeleiteten Klassen.